# タギシュ
タギシュ（Tagish）はアメリカ州の先住民族の一つで、アサバスカ語系ファースト・ネーション。
カナダ・ユーコン準州のタギシュ湖やマーシュ湖近辺に居住している。
太平洋岸地区からのトリンギット族との結婚も進み、タギシュ語はほぼ絶滅に近い。
カークロス・タギシュ・ファースト・ネーション（Carcross/Tagish First Nation）またはクワンリン・ドゥン・ファースト・ネーション（Kwanlin Dün First Nation）の構成員でもある。
タギシュ族が発見した金鉱により、クロンダイクで・ゴールドラッシュが発生した。